# Ulrich Friedrich Kopp
Ulrich Friedrich Kopp (* 18. März 1762 in Kassel; † 25. März 1834 in Marburg) war ein deutscher Rechtswissenschaftler und Paläograph.

## Leben
Kopp entstammte einer hessischen Juristenfamilie. Sein Großvater war der Marburger Kanzleidirektor Johann Adam Kopp (1698–1748), sein Vater der Gerichtsdirektor Carl Philipp Kopp (1728–1777). Auch Ulrich Friedrich Kopp studierte die Rechte an der Universität Marburg und trat anschließend in den hessen-kasselschen Staatsdienst, zunächst als Assessor bei der Regierung in Kassel. 1788 wurde er zum Justizrat ernannt und in die Oberwegekommission berufen. 1793 folgte die Ernennung zum Geheimen Regierungsrat, 1797 zum Geheimen Referendar und Landsekretär.
Wegen seiner angegriffenen Gesundheit bemühte sich Kopp ab 1799 um Entlassung aus dem Staatsdienst. Zuvor wurde ihm 1802 die Direktion des Hofarchivs übertragen, 1803 wurde er zum Geheimen Kabinettsrat ernannt. Im Januar 1804 schied Kopp schließlich aus dem Staatsdienst aus und konzentrierte sich seitdem ganz auf seine wissenschaftliche Arbeit. Noch im selben Jahr verlieh ihm die juristische Fakultät der Universität Göttingen in Anerkennung seiner Verdienste die Ehrendoktorwürde.
Als Kurhessen (die vormalige Landgrafschaft Hessen-Kassel) 1806 von Napoleon besetzt wurde, ging Kopp ins Exil nach Baden. Er gab Lehrveranstaltungen in Diplomatik an der Universität Heidelberg, die ihn 1808 zum Honorarprofessor ernannte. Zu dieser Zeit beschäftigte sich Kopp intensiv mit der römischen Literatur und lernte außerdem Griechisch. Die Ergebnisse seiner Studien und Vorlesungen flossen in seine wissenschaftlichen Publikationen ein.
Kopp war verheiratet mit Christine Konradine Kopp, geb. Laers (* um 1768; † 9. April 1833). Seinen Lebensabend verbrachte Kopp als Privatgelehrter in Mannheim. Er starb am 26. März 1834 in Marburg bei einem Besuch bei seinem Freund und Schüler Karl Friedrich Hermann.

## Leistungen
Kopps wissenschaftliche Interessen gingen von der Diplomatik aus. Sein erstes Buch beschäftigte sich mit der Geschichte des Salzwerkes in Bad Sooden-Allendorf (1788). Eine reiche Sammlung von historischen Rechtstexten gab er 1799–1801 heraus: Bruchstücke zur Erläuterung der Teutschen Geschichte und Rechte. Dieses Werk ist von grundlegender Bedeutung, weil die darin veröffentlichten Urkunden später teilweise verloren gingen.
Kopp erkannte die Bedeutung der Paläographie als Grundlage für die historisch-kritische Beschäftigung mit Urkunden. Seine verfeinerten Lateinkenntnisse und seine Beschäftigung mit antiken Rechtstexten brachten ihn in die Lage, 1817 den ersten Teil seiner Palaeographia critica zu veröffentlichen. Im ersten Band behandelte er die griechische und lateinische Stenographie, im zweiten die Tironischen Noten. Kopp erkannte als Erster die Herleitung dieser Schrift aus der scriptura literalis. Als Ergänzung zu diesem Werk veröffentlichte er 1819–1821 eine Sammlung von historischen Bild- und Schriftbeispielen. Zu inschriftlichen und sonstigen Urkunden verfasste Kopp außerdem zahlreiche Spezialstudien.
Mit der Palaegraphia critica hatte Kopp ein Standardwerk geschaffen. Neben der weitgehend positiven Rezeption des Werks gab es jedoch auch Forscher, die seine Ansichten kritisch hinterfragten und teilweise zu anderen Ergebnissen kamen. Der mittlerweile gealterte Kopp reagierte auf diese Kritik mit einer Polemik, die sich auch durch den dritten und vierten Band seiner Palaegraphia critica (1827) zieht.
Kopps letzte umfangreiche Arbeit war eine kommentierte Ausgabe der Enzyklopädie des Martianus Capella, die nach seinem Tod von Karl Friedrich Hermann abgeschlossen wurde und 1836 erschien.

## Schriften (Auswahl)
- Beytrag zur Geschichte des Salzwerkes in den Soden bey Allendorf an der Werra. Marburg 1788
- Bruchstücke zur Erläuterung der Teutschen Geschichte und Rechte. Zwei Bände, Kassel 1799–1801
- Palaeographia critica. Vier Bände, Mannheim 1817–1829
- Bilder und Schriften der Vorzeit. Zwei Bände, Mannheim 1819–1821
- Viris doctis literarumque cultoribus. Mannheim 1823
- Bemerkungen über einige punische Steinschriften aus Karthago. Heidelberg 1824
- De varia ratione Inscriptiones Interpretandi obscuras. Frankfurt am Main 1827
- Explicatio Inscriptionis obscurae in amuleto insculptae. Heidelberg 1832
- Ueber die Aussprache des Lateinischen. Sendschreiben an sämmtliche Gymnasien. Mannheim 1834
- Martiani Minei Felicis Capellae, Afri Carthaginiensis, de nuptiis Philologiae et Mercurii et de septem artibus liberalibus libri novem. Frankfurt am Main 1836
- Theodor Sickel (Hrsg.): Schrifttafeln aus dem Nachlasse von U. Fr. von Kopp. Wien 1870